# 子之
燕王子之（？—前314年），戰國時曾任燕王噲的国相，後獲禪讓成為燕王。在位第三年時國內動盪，齊國軍隊趁虛而入發兵攻燕，子之被殺並剁成肉醬。

## 簡介
燕王噲於前320年即位後，任用子之為燕相，子之為相時，辦事果斷，善於監督考核臣屬，得到燕王的賞識和重用。燕王因年老不再過問政事，從此「國事皆決於子之」。燕王又聽信齊使苏代及鹿毛寿的建議，效法堯以天下禪讓予許由的故事，讓位給子之。但朝廷大臣都是親近太子的貴族（所謂「太子之人」），而子之所提拔的官吏只是小官吏（所謂「子之之人」），這時燕王把三百石以上大官的官印全部收回，交由子之重新任命，导致贵族不满。
前314年，子之即位後的第三年，以太子平為首的貴族與將軍市被聯合发动叛乱包圍王宮，準備推翻子之，連攻幾月沒有成功，市被倒戈與百姓反攻太子平，結果太子平和市被皆戰死。此時齐宣王趁機派匡章率軍，五十天內攻破燕国，燕王噲被殺，子之逃亡，被齊人殺了，並對屍體處以醢刑。
《史记·赵世家》记载，趙武靈王趁燕國內亂，將燕王噲庶子「公子職」從韓送回燕國，並在子之死的兩年後被擁立為王，是為燕昭王。然而《史记·燕召公世家》則记载，燕昭王是「太子平」。以前的众说纷纭，经学者反复推敲不同史料间的逻辑性，加上地下文物的出土，燕昭王名职，现在已成明确的定论。

## 影视形象

### 電視劇
| 年份 | 劇名               | 演員   | 剧中称谓 |
| ---- | ------------------ | ------ | -------- |
| 2019 | 《风云战国之列国》 | 程文博 | 子之     |

| 前任： 君燕王噲 | 燕國君主 前317年—前314年 | 繼任： 噲子燕昭王 |